# Holopogon acropennis
Holopogon acropennis är en tvåvingeart som beskrevs av Martin 1959. Holopogon acropennis ingår i släktet Holopogon och familjen rovflugor. Inga underarter finns listade i Catalogue of Life.